# Pseudodactylogyrus bini
Pseudodactylogyrus bini är en plattmaskart som först beskrevs av Akio Kikuchi 1929.  Pseudodactylogyrus bini ingår i släktet Pseudodactylogyrus, och familjen Dactylogyridae. Arten är reproducerande i Sverige.